# McBurney-Punkt

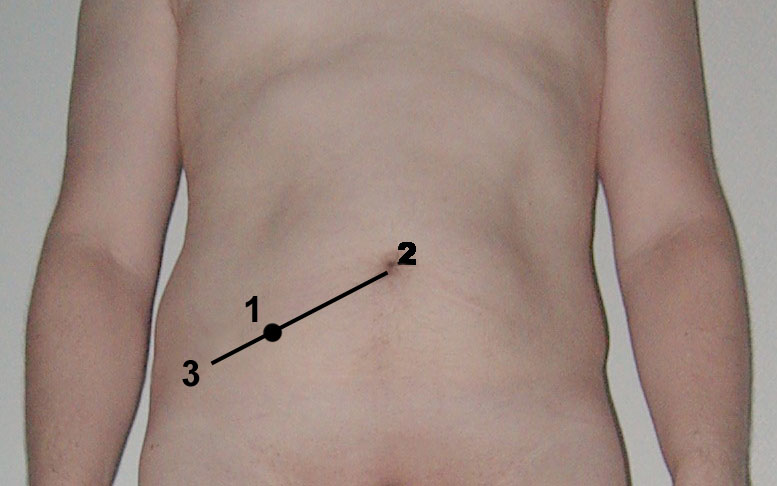
McBurney-Punkt (1) zwischen Bauchnabel (2) und rechtem Darmbeinstachel (3)

Als McBurney-Punkt bezeichnet man in der Medizin eine Stelle, die zwischen dem äußeren und mittleren Drittel der Verbindungslinie zwischen dem rechten vorderen oberen Darmbeinstachel (Spina iliaca anterior superior) und dem Bauchnabel liegt. Ein Druckschmerz (eigentlich ein „Loslass-Schmerz“, da bei Appendizitis der Schmerz beim Loslassen des Fingers wesentlich stärker ist als beim Druck) in diesem Bereich weist auf eine Appendizitis („Wurmfortsatzentzündung“) hin, ist jedoch für die Diagnose weder erforderlich noch beweisend. Der Punkt ist benannt nach Charles McBurney, einem amerikanischen Chirurgen, der ihn zuerst beschrieb.